# 勒弗雷图瓦-沃
勒弗雷图瓦-沃（法語：Le Frestoy-Vaux，法語發音：[lə fʁetwa vo]）是法国瓦兹省的一个市镇，属于克莱蒙区。

## 历史
1825年，市镇勒普卢瓦龙（Le Ployron）、勒特龙夸（Le Tronquoy）和沃（Vaux）并入勒弗雷图瓦（Le Frétoy）。1832年，勒普卢瓦龙从勒弗雷图瓦脱离。1914年，勒弗雷图瓦更名为今天的“勒弗雷图瓦-沃”（Le Frestoy-Vaux）。

## 地理
勒弗雷图瓦-沃（49°35'53"N, 2°36'16"E）面积8.79 平方千米，位于法国上法蘭西大區瓦兹省，该省份为法国北部内陆省份，北起索姆省，西接厄尔省和滨海塞纳省，南至塞纳-马恩省和瓦兹河谷省，东临埃纳省。
与勒弗雷图瓦-沃接壤的市镇（或旧市镇、城区）包括：库尔塞勒埃帕耶勒、勒普卢瓦龙、特里科、阿桑维莱尔、皮耶讷翁维莱尔、罗洛、吕伯库尔。
勒弗雷图瓦-沃的时区为UTC+01:00、UTC+02:00（夏令时）。

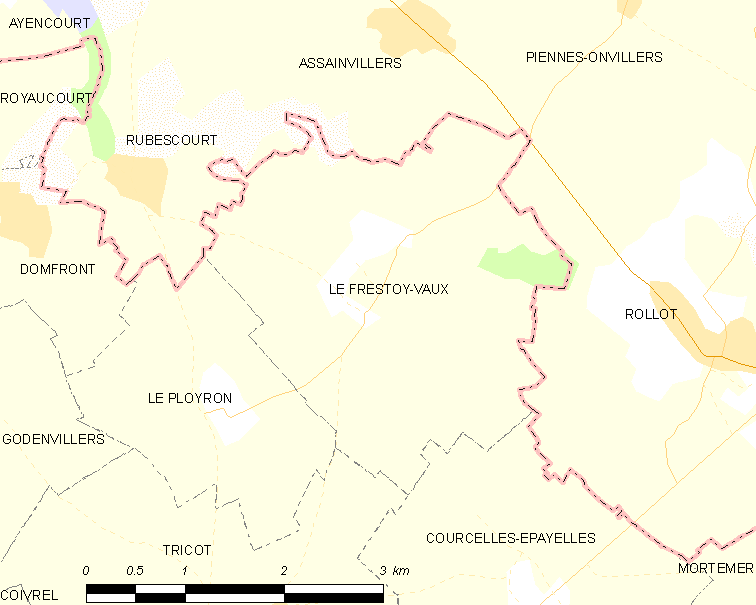
勒弗雷图瓦-沃的OSM定位图

## 行政
勒弗雷图瓦-沃的邮政编码为60420，INSEE市镇编码为60262。

## 政治
勒弗雷图瓦-沃所属的省级选区为埃斯特雷圣但尼县。

## 人口

1962-2008年间勒弗雷图瓦-沃人口变化图示

勒弗雷图瓦-沃于2022年1月1日时的人口数量为231人。